# Đội tuyển bóng đá bãi biển quốc gia Liban
Đội tuyển bóng đá bãi biển quốc gia Liban đại diện cho Liban tham dự các giải đấu bóng đá bãi biển quốc tế và được điều hành bởi Hiệp hội bóng đá Liban, cơ quan quản lý bóng đá ở Liban.

## Đội hình hiện tại
Ghi chú: Quốc kỳ chỉ đội tuyển quốc gia được xác định rõ trong điều lệ tư cách FIFA. Các cầu thủ có thể giữ hơn một quốc tịch ngoài FIFA.
| Số | VT | Quốc gia | Cầu thủ                     |
| -- | -- | -------- | --------------------------- |
| 1  | TM | Liban    | Mohamed Choker              |
| 2  | HV | Liban    | Mohamad Halawi (đội trưởng) |
| 3  | HV | Liban    | Mahmoud Hawila              |
| 4  | HV | Liban    | Hussein Al Salehi           |
| 5  | TĐ | Liban    | Hassan Al Jaafil            |
| 6  | TĐ | Liban    | Mohamad Mechleb Matar       |

| Số | VT | Quốc gia | Cầu thủ          |
| -- | -- | -------- | ---------------- |
| 7  | HV | Liban    | Mohamad Merhi    |
| 8  | HV | Liban    | Karim Mokdak     |
| 9  | TV | Liban    | Hussein Abdullah |
| 10 | HV | Liban    | Haitham Fattal   |
| 11 | HV | Liban    | Hussein Salame   |
| 12 | TM | Liban    | Chafik Elmir     |

## Thành tích

### Giải vô địch bóng đá bãi biển châu Á
| Năm                | Vòng          | Vt            | St            | T             | T h.p./pso    | B             | BT            | BB            | HS            |
| ------------------ | ------------- | ------------- | ------------- | ------------- | ------------- | ------------- | ------------- | ------------- | ------------- |
| Dubai, UAE. 2006   | Không tham dự | Không tham dự | Không tham dự | Không tham dự | Không tham dự | Không tham dự | Không tham dự | Không tham dự | Không tham dự |
| Dubai, UAE. 2007   | Không tham dự | Không tham dự | Không tham dự | Không tham dự | Không tham dự | Không tham dự | Không tham dự | Không tham dự | Không tham dự |
| Dubai, UAE. 2008   | Không tham dự | Không tham dự | Không tham dự | Không tham dự | Không tham dự | Không tham dự | Không tham dự | Không tham dự | Không tham dự |
| Dubai, UAE. 2009   | Không tham dự | Không tham dự | Không tham dự | Không tham dự | Không tham dự | Không tham dự | Không tham dự | Không tham dự | Không tham dự |
| Muscat, Oman. 2011 | Không tham dự | Không tham dự | Không tham dự | Không tham dự | Không tham dự | Không tham dự | Không tham dự | Không tham dự | Không tham dự |
| Doha, Qatar. 2013  | Vòng bảng     | 8             | 3             | 2             | 0             | 1             | 16            | 13            | +3            |
| Doha, Qatar. 2015  | Hạng tư       | 4             | 5             | 1             | 1             | 3             | 18            | 19            | -1            |
| Dubai, UAE. 2017   | Hạng tư       | 0             | 0             | 0             | 0             | 0             | 0             | 0             | 0             |
| Tổng cộng          | 0 danh hiệu   | 2/7           | 8             | 3             | 1             | 4             | 34            | 32            | +2            |

### Giải vô địch bóng đá bãi biển Tây Á
| Năm               | Vòng        | Vt  | St | T | T h.p./pso | B | BT | BB | HS |
| ----------------- | ----------- | --- | -- | - | ---------- | - | -- | -- | -- |
| Qeshm, Iran. 2013 | Vòng bảng   | 5   | 3  | 1 | 0          | 2 | 10 | 16 | -6 |
| Tổng cộng         | 0 danh hiệu | 1/1 | 3  | 1 | 0          | 2 | 10 | 16 | -6 |